# Карл Янш
Карл Янш (нім. Karl Jansch; 15 жовтня 1883, Відень — 30 жовтня 1969, Відень) — австрійський і німецький офіцер, генерал-штабс-інтендант вермахту.

## Біографія
18 червня 1904 року поступив на службу в австро-угорську армію. 16 серпня 1904 року вступив у піхотне кадетське училище і призначений виконувачем обов'язків офіцера 2-го польового єгерського батальйону. З 1 серпня 1913 року — інтендант 16-го корпусу. Учасник Першої світової війни. З 6 листопада 1918 року — інтендант військового командування Клангенфурта. З 28 жовтня 1920 року — начальник економічного відділу військової адміністрації Клангенфурта. З 1 липня 1923 року — начальник інтендантури командування 6-ї бригади. З 1 липня 1924 року — інтендант військової адміністрації Клангенфурта. З 1 червня 1925 року — консультант 7-го відділу Федерального міністерства оборони. Після аншлюсу 15 березня 1938 року автоматично перейшов у вермахт. В 1939 році призначений начальником адміністрації військового округу «Богемія і Моравія». 8 травня 1945 року взятий в полон. В 1946 році звільнений.

## Звання
- Кадет-виконувач обов'язків офіцера (18 серпня 1904)
- Лейтенант (1 листопада 1905)
- Обер-лейтенант (1 листопада 1911)
- Військовий унтер-інтендант (1 серпня 1914)
- Військовий інтендант (1 січня 1920)
- Військовий обер-інтендант 2-го класу (1 листопада 1921)
- Радник військової інтендантури (2 липня 1926)
- Військовий радник-обер-інтендант (31 серпня 1927)
- Оберст-інтендант (1 січня 1936)
- Генерал-інтендант (1 січня 1938)
- Генерал-штабс-інтендант (1 жовтня 1941)

## Нагороди
- Ювілейний хрест (1908)
- Бронзова медаль «За військові заслуги» (Австро-Угорщина)
- Почесний знак Австрійського Червоного Хреста 2-го класу з військовою відзнакою
- Орден Франца Йосифа, лицарський хрест з військовою відзнакою і мечами
- Залізний хрест 2-го класу
- Загальний і особливий хрест «За відвагу» (Каринтія)
- Пам'ятна військова медаль (Австрія) з мечами
- Золотий почесний знак «За заслуги перед Австрійською Республікою»
- Хрест «За вислугу років» (Австрія) 2-го класу для офіцерів (25 років)
- Почесний хрест ветерана війни з мечами
- Медаль «За вислугу років у Вермахті» 4-го, 3-го, 2-го і 1-го класу (25 років)
- Хрест Воєнних заслуг 2-го і 1-го класу з мечами